# 浦郷絵梨佳
浦郷 絵梨佳（うらごう えりか、1993年〈平成5年〉11月10日 -）は日本のモデル・女優。
福岡県出身。元オスカープロモーション所属で、現在はHONESTに所属している。血液型AB型。

## 経歴
福岡女学院大学人文学部英語学科卒業。在学中の2013年に同大学でのミスキャンパス、福岡の各大学からの「ミスキャンアワードグランプリ」獲得。
浦郷えりかの芸名表記で『non-no』の読者モデルや、QBC（九州ビジネスチャンネル）発のレポーターアイドル「みとえりあす」、キャンペーンユニット「世界遺産登録推進レディ・MI6」のメンバーとして活動。
RKBラジオ『ドリンクバー凡人会議』構成員として出演と併せ、松尾宗能・長瀬五郎（インスタントシトロン）他によるプロデュースチームNEW TOWN REVUEのもと、テニスウェアにラケットを持った「フューチャーテニスアイコン」のコンセプトで2016年に歌手デビュー。しかし俳優活動に専念するため翌年に引退。
その後『第1回ミス美しい20代コンテスト』に応募しファイナリストまで進んだのを機にオスカープロモーションと契約。芸名を本名の漢字表記にし、活動拠点を福岡から東京に移しテレビドラマ・バラエティ番組・CM・広告など幅広く出演。
2022年9月末をもってオスカープロモーションを退所し、2023年1月よりHONESTに移籍。

## 人物
- 母親の故郷である鹿児島県で生まれ、その後福岡で育つ[7]。
- 趣味はドライブ、旅行、写真撮影、神社参拝など。
- 特技は英会話、ダンス。
- 川崎美海とは後述の『ガチファン』で共演[8]して以来の仲で、2020年7月には2人の共同による『DreaME TV』と題したYouTubeチャンネルを立ち上げた[9]。

## 出演

### ドラマ
- ドラマBiz「スパイラル～町工場の奇跡～」 第2話（2019年4月22日、テレビ東京系）
- 来世ではちゃんとします 第3話（2020年1月16日、 テレビ東京系） - 本山可奈子 役 ※写真のみ出演
- ドラマ10・オリバーな犬、 (Gosh!!) このヤロウ 第1話（2021年9月17日、NHK総合）- エリカ 役
- オクトー 〜感情捜査官 心野朱梨〜 第2話（2022年7月14日、日本テレビ系）吹田美琴 役

### バラエティ
- 高校野球全力応援TV ガチファン（2018年、千葉テレビ放送）アシスタントMC[8]
- ニンゲン観察バラエティ モニタリング（2019年、TBSテレビ系）
- 志村&鶴瓶のあぶない交遊録（2019年、テレビ朝日系・AbemaTV）
- ABEMA 競輪・オートレースチャンネル（2019年、AbemaTV）
- ロンドンハーツ（2019年、 テレビ東京系・AbemaTV）- 「ザ・トライアングル」トラップガール
- 昭和平成ヒット商品全部見せます!（2019年、 テレビ東京系）
- こじらせ森の美女 私どうしてモテないの（2019年、AbemaTV）
- 千鳥の鬼レンチャン（2022年5月1日、フジテレビ系）- 再現VTR[10]
- 男女は夜な夜な嘘をつく（2023年3月31日、毎日放送）[11]

### ラジオ
- ドリンクバー凡人会議（RKBラジオ）
- アフター6ジャンクション ベンチャー企業キュレーションプログラム BOOST!（2023年1月- 、TBSラジオ）[12]

### 映画
- 映画 おそ松さん（2022年）[13]

### CM
- 二鶴堂「名菓 博多の女」（2016年-）[14][15]
- ハーバー研究所「スクワラン」（2017年-）
- リクルート「ゼクシィ」（2018年-2020年）
- 明治「明治エッセルスーパーカップ」「Sweet's Time」篇（2020年-2021年）
- JR東日本「行くぜ、東北。」（2018年-2019年）
- 丸亀製麺（2020年）
- 日産自動車「KICKS」（2021年）
- 日清食品「カレーメシ」（2021年-2022年）
- アサヒビール「アサヒスーパードライ」（2020年-2021年）
- Pococha（2021年-）
- ミツフジ（2022年-）
- アクシスコンサルティング（2023年）[16]

### WEBドラマ
- マリッジブルー「しょうがなく結婚式するの？」 （2024年、ポテトピクチャーズ）[17]

### 広告
- JR東日本 グランクラス（2019年-2020年）
- ホワイトラフィーネ（2019年-2020年）
- 京成ドライビングスクール（2019年-2020年）
- 森ビル「TOKYO CITY VIEW 2019年度『FEEL HILL'S SKY』冬」（2020年）
- LIXIL（2020年-2022年）
- アスクル（2021年-2022年）

### 雑誌
- 集英社「non-no」
- インプレス「GANREF」
- リクルートライフスタイル・ Honda「Hondaじゃらん」
- 小学館「DIME」
- KADOKAWA「横浜ウォーカー」

他

## 楽曲
- Racket Love / Cheerio!!!（2016年9月21日）
- A Hungry Girl / 色づく季節（2017年1月5日）
  - 収録曲「色づく季節」、「Love Spread」（松尾宗能と共作）は作詞も担当。